# 4 Pułk Desantowy

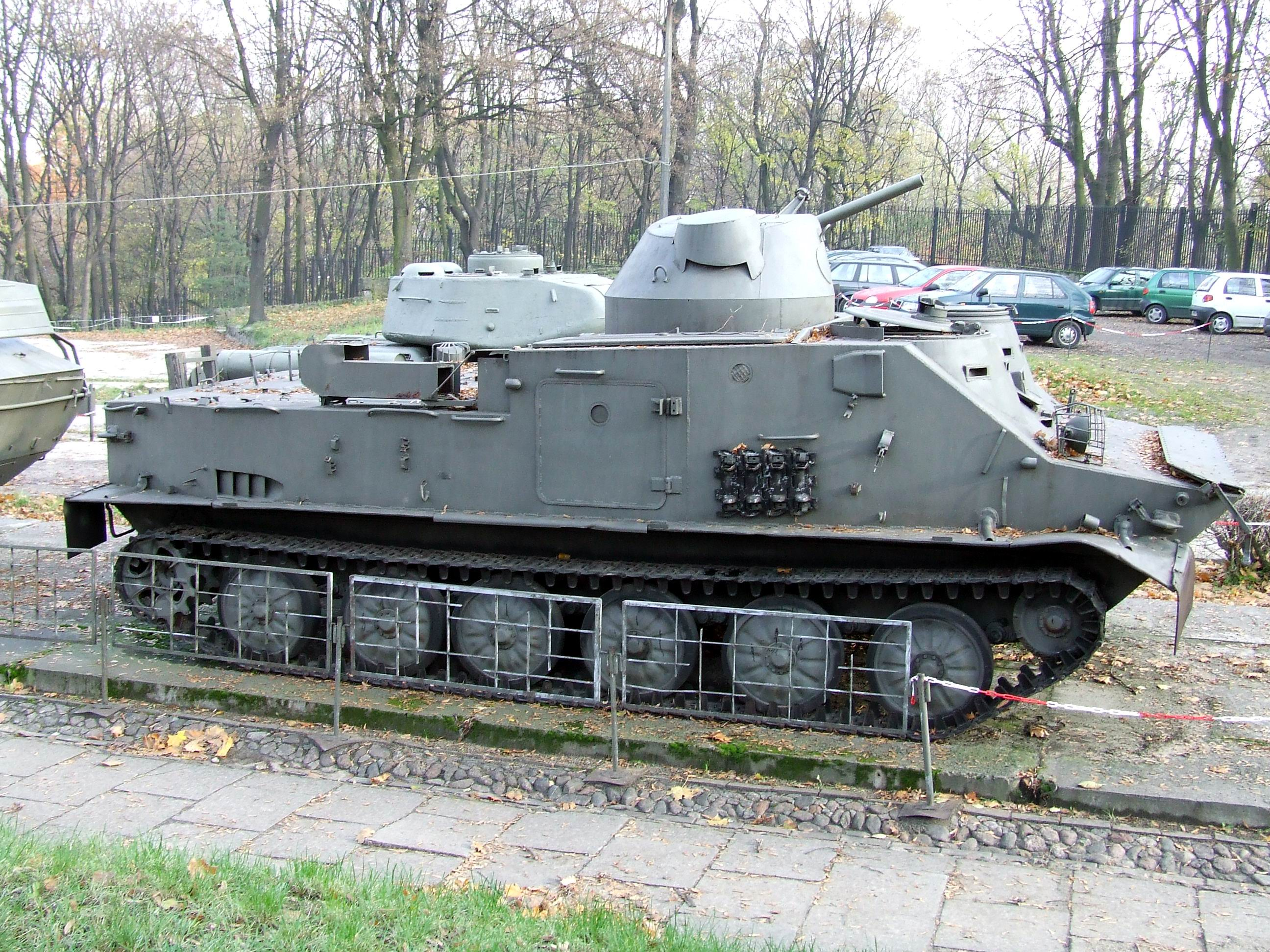
TOPAS – transporter opancerzony pułku

4 Pomorski Pułk Desantowy – oddział  wojsk desantowych  Sił Zbrojnych PRL.

## Historia
Zgodnie z rozkazem nr 07/MON z 04.05.1967 w sprawie przekazania jednostkom wojskowym historycznych nazw i numerów oddziałów frontowych oraz ustanowienia dorocznych świąt jednostek, Dz. Roz. Tjn. MON Nr 5, poz. 21,  79 pułkowi desantowemu  przywrócono  historyczną nazwę i numer z okresu wojny "4 Pomorski". Od tej pory kontynuował tradycje  4 Pomorskiego Pułku Czołgów Ciężkich. 
Pułk wchodził w skład 7 Łużyckiej Dywizji Desantowej. Stacjonował w garnizonie Lębork.
W 1989 pułk przeformowano na 4 Batalion Obrony Wybrzeża.

## Żołnierze pułku
Dowódcy
- płk Waldemar Konopka
- ppłk Mieczysław Klimczak
- ppłk Marek Górecki
- ppłk dypl. Zbigniew Głowienka
- ppłk dypl. Zygmunt Dominikowski

Oficerowie
- Brunon Herrmann

## Struktura organizacyjna
Do 1964 w  skład pułku wchodziły:
- dowództwo i sztab
- trzy kompanie desantowe
- kompania czołgów pływających
- bateria moździerzy M-120

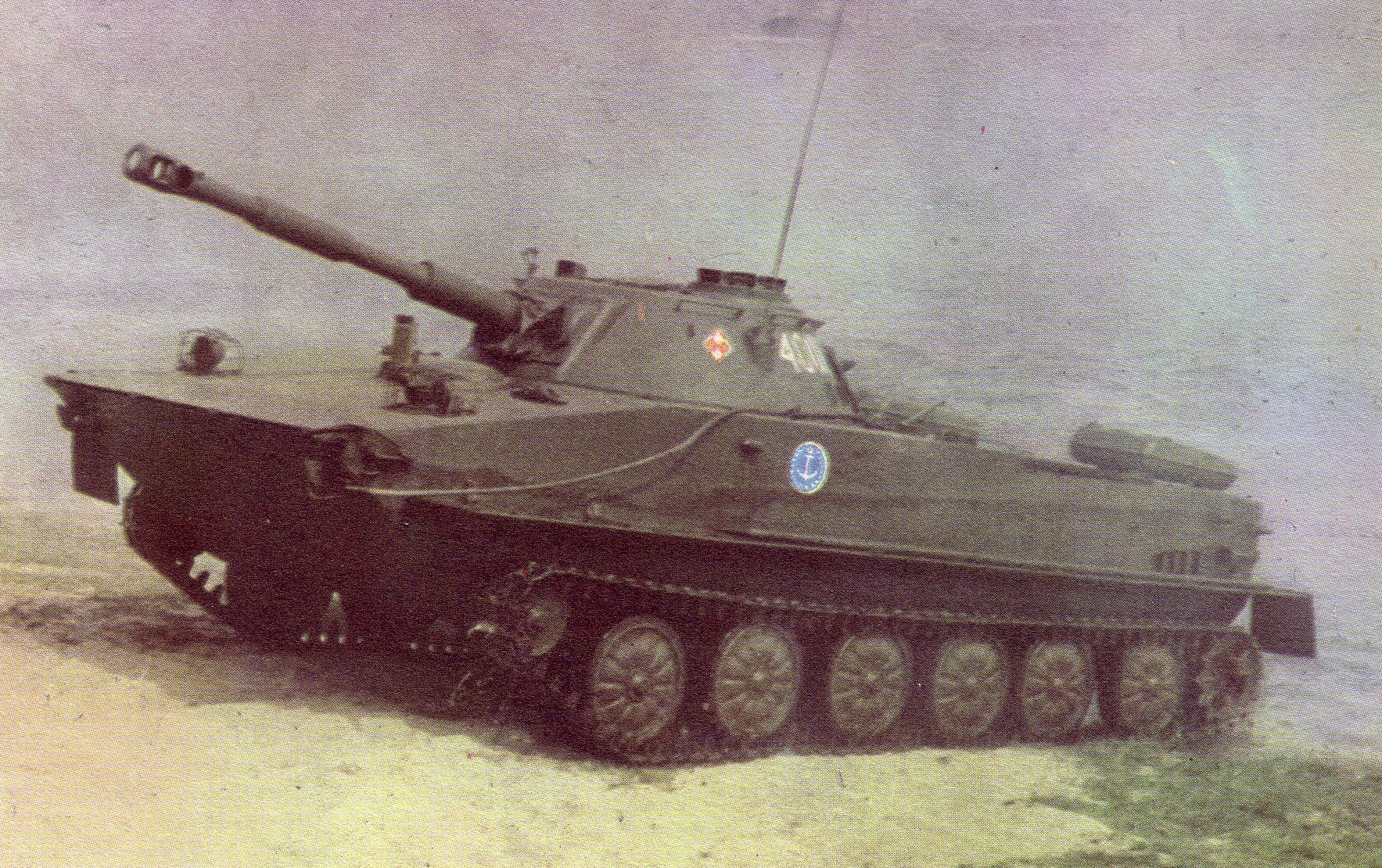
PT-76 – podstawowy czołg pułku

- bateria przeciwpancerna dział 57 mm
- plutony: rozpoznania ogólnego i skażeń, łączności, saperów, przeciwlotniczych karabinów maszynowych PKM - 2, saperów oraz pododdziały logistyczne.

Pułk liczył 649 żołnierzy na czas "W" w tym 71 oficerów.
W uzbrojeniu pułku znajdowało się 7 czołgów pływających PT - 76, 4 BROM, 1 trop, 3 PTG, 6 moździerzy 120 mm, 9 moździerzy 82 mm, 4 działa ppanc. 57 mm i 3 PKM - 2 12. Środkami transportu kompanii desantowych były samochody ciężarowo-terenowe. 
Pułk przed przeformowaniem w batalion:
Dowództwo i sztab
- pluton łączności
- pluton ochrony i regulacji ruchu

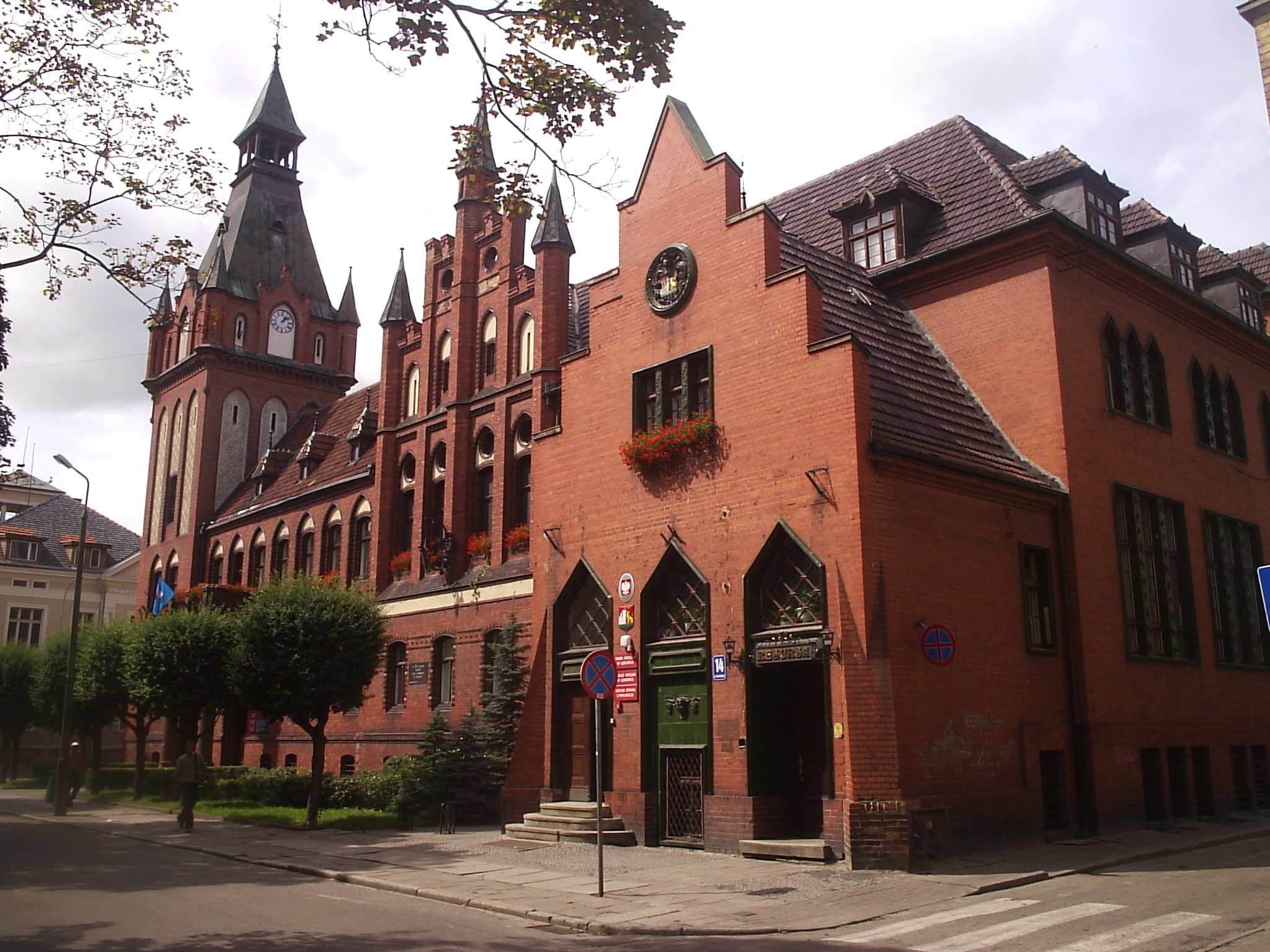
Lębork-miejsce stacjonowania pułku

- 5  kompanii desantowych (9 trop TOPAS i 3 moździerze 82 mm)
  - 3 plutony desantowe
  - pluton moździerzy
  - drużyna gospodarcza
- kompania czołgów pływających (16 czołgów PT-76)
  - 3 plutony czołgów
- bateria moździerzy (6 moździerzy 120 mm)
  - 2 plutony ogniowe
- bateria przeciwpancernych pocisków kierowanych (6 wyrzutni)
  - 2 plutony PPK
- kompania remontowa
- pluton przeciwlotniczy
- pluton rozpoznania (4 BRDM)
- pluton saperów
- pluton zaopatrzenia
- pluton medyczny